# Мали шумски петлован
Мали шумски петлован (Aramides mangle) је врста птице из породице барских кока. Ендемит је Бразила. Природна станишта врсте су суптропске и тропске шуме мангрова, и јако деградиране шуме.